# Lacinipolia basirufa
Lacinipolia basirufa är en fjärilsart som beskrevs av Embrik Strand 1917. Lacinipolia basirufa ingår i släktet Lacinipolia och familjen nattflyn. Inga underarter finns listade i Catalogue of Life.